# Pont Salu (Riga)
Le pont de l'île (en letton : Salu tilts) auparavant pont de Moscou (en letton : Maskavas tilts)  est un pont qui traverse le fleuve Daugava dans le quartier de Salas à Riga en Lettonie.

## Description
Le pont Salu est le plus long pont sur le Daugava à Riga, nommé pont de Moscou de 1968 à 1976.
La longueur du pont est de 1,795 km. 
Le pont traverse le fossé de Kojusala, Zvirgzdusala, Daugava, Zaķusala, Mazā Daugava (lv), Lucavsala et Bieķengrāvis (lv). 
Le pont relie les rues Lāčplēša iela et Krasta iela aux rues Kārļas Ulmaņas gatve et Mūkusalas iela.

## Caractéristiques
Le complexe de passages supérieurs du pont de Salu comprend 21 ouvrages : 2 grands ponts, 9 passages supérieurs, 5 passages supérieurs routiers, 3 tunnels et 2 ponts sur cours d'eau. 
La longueur totale du complexe est de 3,5 km.
Les fondations de ses supports reposent sur des pieux forés d'un diamètre de 1,5 mètre et enfoncés jusqu'à une profondeur de 30 mètres. Les supports sont en béton monolithique avec finition en granit.
Environ 2,8 millions de m3 de terre ont été apportés dans les remblais et les abords du pont. La largeur de la chaussée sur les grands ponts est de 24 mètres, les sens de circulation sont séparés par une voie de 0,7 mètre de large. Il y a des trottoirs spéciaux pour les piétons au niveau inférieur de la chaussée.

## Galerie

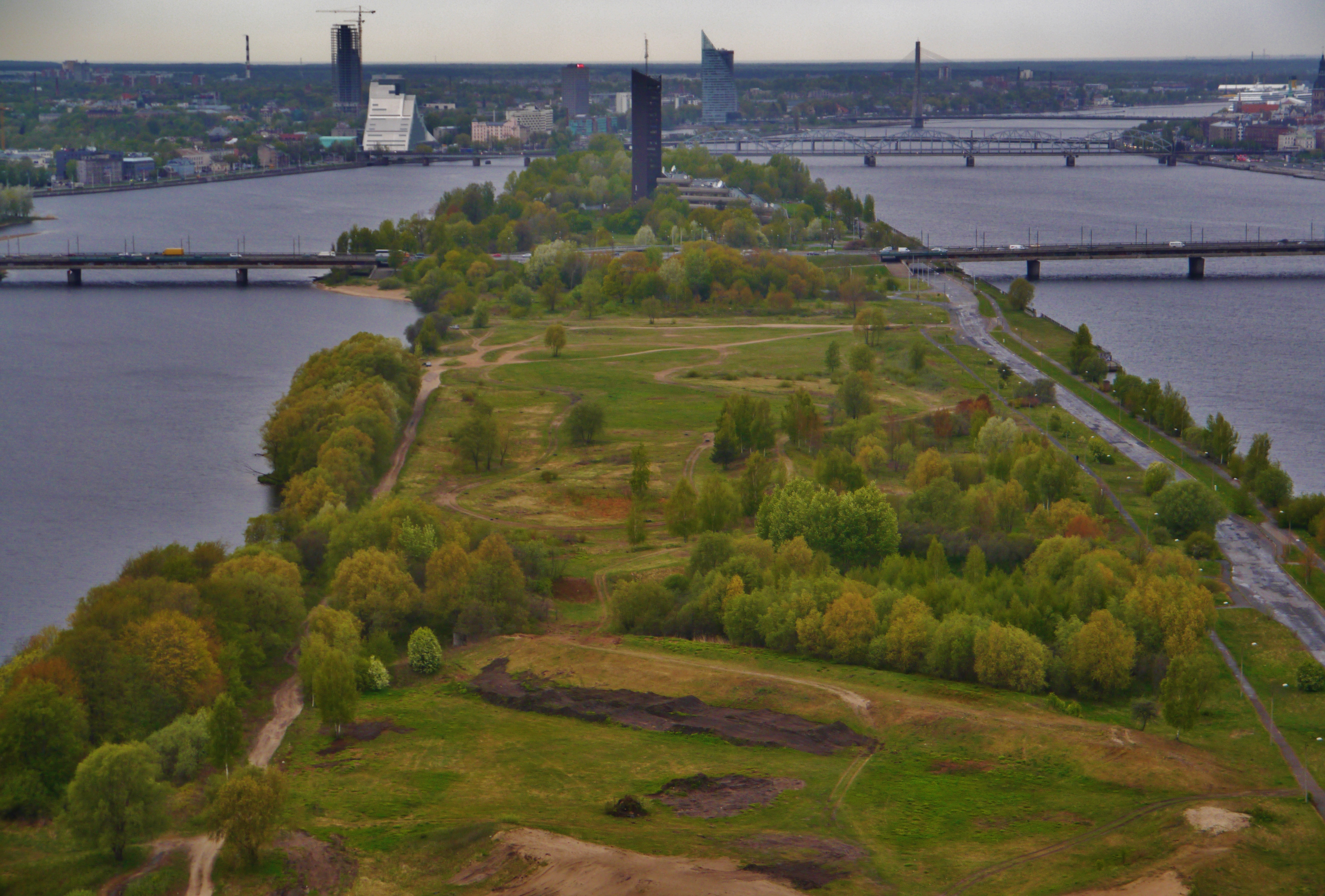
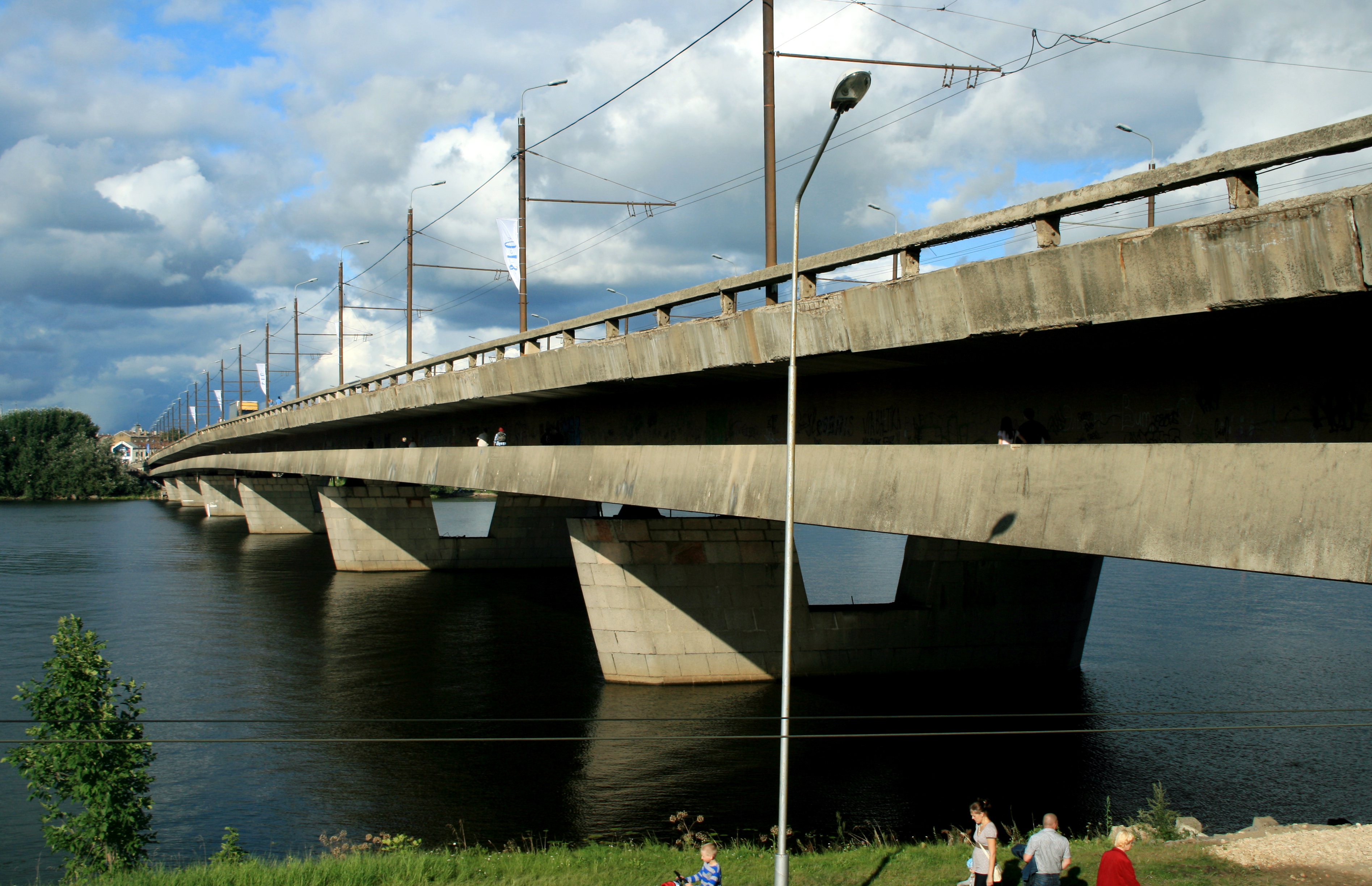
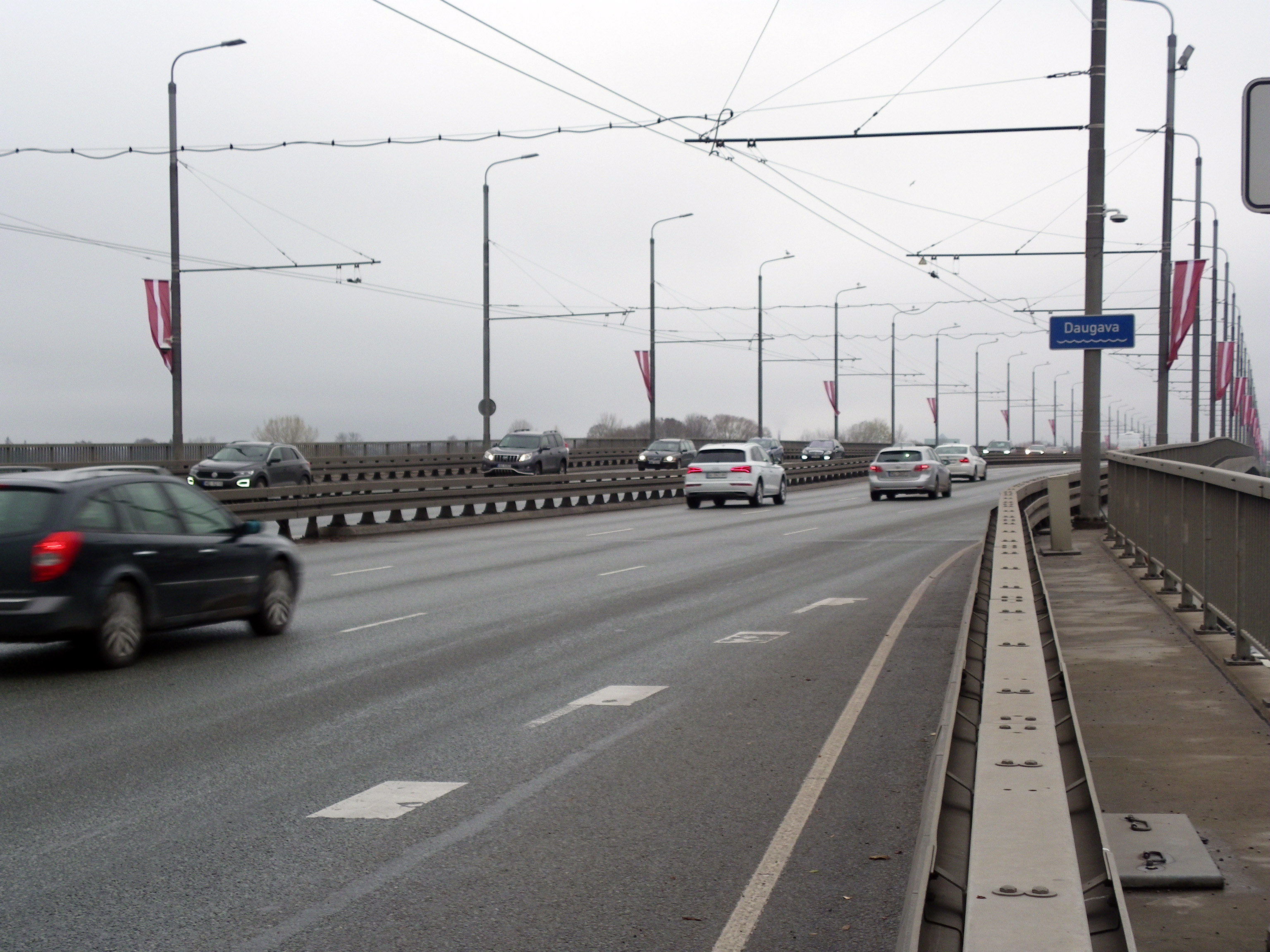